# Galium moralesianum
Galium moralesianum är en måreväxtart som beskrevs av Ortega Oliv. och Juan Antonio Devesa. Galium moralesianum ingår i släktet måror, och familjen måreväxter. Inga underarter finns listade i Catalogue of Life.